# Carica Yang Xianrong
Carica Yang Xianrong (羊獻容) (? – 322.), formalno (u državi Han Zhao) Carica Xianwen (獻文皇后, doslovno "mudra i uljudna carica") bila je carica Kine iz dinastije Jin, a poslije toga carica Xiongnu države Han Zhao. Caricom je prvi put postala 300. kada ju je princ Sima Lun, nakon što je naredio likvidaciju carice Jia Nanfeng, postavio za novu suprugu mentalno retardiranog cara Huija. U razdoblju krvavih dinastijskih sukoba poznatih kao Rat Osam prinčeva, ona i njene navodne spletke su služile kao izgovor za dvorske pučeve i ustanke, pa je s mjesta carice svrgavana i ponovno vraćana čak četiri puta (odnosno pet, računajući kratku uzurpaciju Sima Luna 301). Nakon što joj je muž otrovan početkom 307. novi car Huai joj nije dao naslov "carice majke". Godine 311. su Han Zhao i druge Wu Hu snage zauzele i opustošile carsku prijestolnicu Luoyang. Carica Yang je tada zarobljena, a Han Zhao vojskovođa Liu Yao ju je uzeo za suprugu. Liu Yao je godine 319. postao car države Han Zhao. Rodila mu je sina po imenu Liu Xi, koga je Liu Yao imenovao svojim princem. Umrla je 322. Uživa status jedine carice u kineskoj povijesti koja je bila udana za dva cara, odnosno pripadala dvjema vladarskim dinastijama i dvjema različitim državama.